# 金蜜素
金蜜素（也称为3,5,7,3',5'-五羟基-4'-甲氧基黄酮，3,3′,5′,5,7-Pentahydroxy-4′-methoxyflavone）是一种天然的杨梅黄酮衍生O-甲基化黄酮，分子式C16H12O8，存在于披针叶杜英（Eucalyptus globulus）、蓝桉（Elaeocarpus lanceofolius）等植物中，带有抗氧化活性。